# Stefano Rosso
Pour les articles homonymes, voir Rosso.
Stefano Rosso est le PDG d'OTB Group et directeur général de Red Circle Investments, siégeant au conseil des directeurs de H-Farm et EcorNaturaSì. Il est également président de l’équipe Bassano Virtus 55 Soccer et conseiller fédéral de la Fédération italienne de football (Federazione Italiana Giuoco Calcio, FIGC). Il est également le cofondateur de la Red Room Party.

## Biographie
Stefano Rosso est né le 1er juin 1979, à Marostica, dans la province de Vicence en Vénétie dans le Nord-Est de l’Italie. Il est le fils de Renzo Rosso, fondateur de Diesel. Après avoir fait ses études secondaires à Bassano del Grappa, il quitte l’Italie pour poursuivre ses études au Fashion Institute of Technology de New York, où il obtient une licence en commerce et marketing international. Il commence son expérience professionnelle sans sa famille, en collaborant avec des marques telles que Zoo York de Marc Ecko Entreprises.
C’est en 2005 qu’il rentrera en Italie afin de devenir d’abord manager d’enseignes de la collection de denim Diesel’s 5 Pockets, puis Directeur Stratégique des Partenariats de la marque, en créant et gérant de grandes collaborations, d’ampleur et de retombée internationales, d’une édition limitée de jeans et sneakers réalisés en association avec Adidas Originals, jusqu’à un partenariat mondial avec la marque Ducati.
En juillet 2011, Stefano Rosso devient le directeur du développement et des ressources humaines du groupe OTB, qui possède Diesel, Maison Margiela, Marni, Viktor & Rolf, Dsquared2, Staff international (spécialisé dans la production et distribution de marques de prêt-à-porter et travaillant avec des marques telles que DSquared², Just Cavalli, Vivienne Westwood Red Label, Vivienne Westwood Man et Marc Jacobs Men) et Brave Kid (spécialisé dans la production et distribution de marques de mode enfantines comme Diesel, DSquared², Marni et John Galliano). 
En février 2013, Stefano Rosso devient le PDG du groupe OTB avec la responsabilité particulière de s’occuper de l’organisation interne du groupe dans le but de créer ce qu'il appelle « l’équipe managériale du futur ». Il joue un rôle clé dans le développement stratégique du groupe, avec un regard particulier sur les nouvelles acquisitions.

## Red Circle Investments
Red Circle Investments est une entreprise privée d’investissement, appartenant à la famille Rosso. Elle a été créée en 2011 afin d'acquérir et gérer des actions d’entreprises italiennes et étrangères. RCI investi en priorité dans des entreprises et start-ups centrées sur les nouvelles technologies, l’environnement et le développement durable. 
Red Circle Investments est composé des sociétés telles que Yoox (leader mondial des sites lifestyle de vente en ligne de marques de mode et de design, qui a maintenant fusionné avec Net-à-Porter), H-Farm (premier incubateur de start-ups en Italie, destiné à faciliter la création d’entreprises en apportant un soutien financier mais aussi technique, de par des conseils, des services, etc. pour des start-up digitales), Depop (une application smartphone de shopping entre particuliers), et EcorNaturaSì. En tant que gérant de Red Circle Investments (RCI), Stefano Rosso siège au Conseil d’administration de H-Farm et EcorNaturaSì.

## Bassano Virtus
Bassano Virtus est un club italien de football professionnel, basé à Bassano del Grappa dans la province de Vicence en Vénétie, dans le nord de l’Italie. La Bassano Virtus 55 Soccer Team a été fondée en 1920 sous le nom de U.S. Bassano (Unione Sportiva Bassano) avant de fusionner avec l’A.C. Virtus, équipe voisine et rivale, en 1968. C’est en 1996 que le club prendra son nom actuel : le chiffre 55 rappelle l’année 1955, celle de la naissance de son propriétaire Renzo Rosso. Aujourd’hui, Bassano Virtus a aussi la spécificité d’être le seul club de football professionnel à utiliser le terme « soccer » plutôt que celui de « football » dans son nom entier. 
Lors de la saison 2005-2006, le club évolue en Serie C2 (maintenant Ligue Pro Deuxième Division) où il restera jusqu’en 2009 avant de rejoindre la Ligue Pro Première Division. Renzo Rosso devient le propriétaire de l’équipe en 1996 et Stefano Rosso est rapidement nommé président du club, poste qu'il occupe depuis 2009.
En 2014, bien que la famille Rosso possède toujours la majorité de ses actions, le Club s’ouvre à de nouveaux partenaires afin d’améliorer les résultats de l’équipe. Ainsi, du fait de ses engagements envers le monde du football, Stefano Rosso rejoint le Conseil de la Fédération italienne de football.